# Fachhochschule Dortmund – Fachbereich Design
Am Fachbereich Design der Fachhochschule Dortmund studieren etwa 1.200 Studierenden in den Studiengängen Objekt- und Raumdesign, Film & Sound, Kommunikationsdesign und Fotografie. Er befindet sich am Max-Ophüls-Platz 2 im Dortmunder Kreuzviertel.

## Geschichte
Aus der im Jahr 1904 gegründeten städtischen, staatlich unterstützten Handwerker-Schule, entwickelte sich 1910 die Handwerker- und Kunstgewerbeschule. In der Handwerker- und Kunstgewerbeschule studierte man unter anderem Fächer wie Innenarchitektur, Malerei, Graphik, Bildhauerei, Textilkunst und Kunstschmiede.
Im Jahr 1938 wurde die Schule in die „Meisterschule des Deutschen Handwerks, Dortmund“ umbenannt. Die 1908 vom Stadtbaurat Friedrich Kullrich erbaute Handwerker- und Kunstgewerbeschule wurde im Zweiten Weltkrieg durch Bombenangriffe zerstört. Von 1946 bis 1955 wurde die Schule im Schloss Buddenburg in Lünen-Lippholthausen untergebracht.
Danach zog die Schule 1956 in das bereits vorhandene Schulgebäude der ehemaligen Hoesch-Lehrwerkstätte (Ottostraße 9) ein. Mit dem Umzug im Jahr 1956 gründete man die Werkkunstschule, die zunächst nur ein Ausbildungsort für Künstler und Kunsthandwerker war, später aber auch zu einem Ausbildungsort für Designer und Architekten wurde. 1963 wurde die Werkkunstschule Dortmund eine städtische höhere Fachschule für Gestaltung.
Am 1. August 1971 integrierte sich die Werkkunstschule in die Fachhochschule Dortmund und ging in den Fachbereichen Architektur und Design auf. Die Fachbereiche Architektur und Design teilten sich 1976 mit dem Umzug in die Gebäude an der August-Schmidt-Straße (Fachbereich Architektur) und am Max-Ophüls-Platz 2 (Fachbereich Design).

### Gebäude
Das Gebäude des Fachbereich Design entstanden 1929 und wurden als Pädagogische Akademie genutzt. Entworfen wurde das Gebäude vom Regierungsbaurat Paul Fehmer. Nach einer kurzen Bauzeit von etwas über einem Jahr konnte die Akademie bereits im Oktober 1930 eröffnet werden. Das Gebäude mit dem L-förmigen Grundriss und dem großräumigen Innenhof befindet sich in der Mitte des Rheinlanddamms.

#### Denkmalschutz
Das Gebäude des heutigen Fachbereichs Design steht unter Denkmalschutz.

## Konzept
Das Designstudium an der Fachhochschule Dortmund ist ein Projektstudium. Die Projekte umfassen eine experimentelle Gestaltung mit dem Computer, dem Pinsel, mit der Kamera, mit dem Mikrophon, bis hin zu einer professionellen Kooperation mit Partnern aus Kultur, Wirtschaft und Wissenschaft. Es entstehen praxisnahe Arbeiten der Studierende, durch die enge Vernetzung von Gestaltung, Technik, Wissenschaft und Schlüsselkompetenzen.

### Partnerhochschulen des Fachbereichs Design
Der Fachbereich Design ist international ausgerichtet. Die Internationale Zusammenarbeit und die Mobilität der Studierenden, wird gefördert durch einen aktiven Austausch mit Partnerhochschulen in Australien, Dänemark, Frankreich, Großbritannien, Holland, Indien, Israel, Italien, Kuba, Tschechien, Norwegen, Österreich, Polen, Portugal, Schweden, der Schweiz, Spanien, Ungarn und den USA.

## Standort
Der Standort des Fachbereichs Design befindet sich im Dortmunder Kreuzviertel am Max-Ophüls-Platz 2.

## Studiengänge
Im Fachbereich Design der Fachhochschule Dortmund werden folgende Studiengänge angeboten:
1. Studiengang Kommunikationsdesign – Bachelor of Arts
2. Studiengang Objekt- und Raumdesign – Bachelor of Arts
3. Studiengang Film & Sound – Bachelor of Arts
4. Studiengang Fotografie – Bachelor of Arts
5. Studiengang Editorial Design – Master of Arts
6. Studiengang Fotografie - Photographic Studies – Master of Arts (3 und 4 Semester)
7. Studiengang Szenografie und Kommunikation – Master of Arts
8. Studiengang Film – Master of Arts
9. Studiengang Creative Audio Director – Master of Arts

## Studienvoraussetzungen
Um an der Fachhochschule Dortmund Design zu studieren, muss eine Eignungsprüfung abgelegt werden. Diese besteht aus einer Mappenprüfung, für die man sich fristgerecht anmelden muss. Voraussetzung ist außerdem ein einschlägiges zwölfwöchiges Praktikum. Die Hälfte des Praktikums ist bei der Einschreibung bereits nachzuweisen. Das Restpraktikum ist zum nächstmöglichen Zeitpunkt bzw. bis zum Ende des dritten Fachsemesters zu absolvieren. Das Praktikum gilt als erbracht, wenn man eine bereits fachlich abgeschlossene Ausbildung oder ein einjähriges gelenktes bzw. ein halbjähriges Praktikum im relevanten Bereich nachweisen kann.

## Ausstattungen

### Bibliothek des Fachbereichs Design
Die öffentliche Bibliothek des Fachbereichs Design bietet einen Bestand von ungefähr 23.000 Bänden. Die Bibliothek hat bis zu zehn Leseplätzen, sechs Computerarbeitsplätze, einen USB-Buchscanner und ein Multifunktionsgerät.

### Werkstätte und Labore
Die Werkstätte und Labore des Fachbereichs stehen allen Studiengängen zur Verfügung. Die Nutzung der Werkstätte und Labore erfordern teilweise Einweisungen und Zugangsberechtigungen.

### Computerpools
Am Fachbereich Design gibt es mehrere unterschiedliche Computerräume, die den Studierenden zur Verfügung stehen. Die Räume sind miteinander vernetzt und haben Internetzugang.

### Druckwerkstätte
In den Druckwerkstätten des Fachbereichs Design können Druckverfahren wie Kupferdruck und Tiefdruck erlernt und eigenständig praktiziert werden. Die Werkstätten werden als Servicewerkstätte geführt und stehen den Studierenden zur Verfügung.
- Siebdruckwerkstatt
  - Risograph
- Werkstatt Papier / Farbe

### Filmwerkstatt
Die Filmwerkstatt bietet den Studierenden eine Ausleihmöglichkeit. Die Nutzung des Filmstudios,Tonstudios uns Kinos sind den Studierenden jederzeit gestattet.

### Fotowerkstatt
Die größte technische Einrichtung des Fachbereichs ist die Fotowerkstatt. Die Ausstattung der Fotowerkstatt lässt sich in zwei Abteilungen gliedern – die Ausstattung zur Herstellung fotografischer Aufnahmen sowie die Einrichtungen zur Bildbearbeitung, Bildwiedergabe und Präsentation.

### Weiteres
- Modellbauwerkstätten
  - Holz
  - Metall/Kunststoff
  - CAD/CNC-Pool
- Szeno-Pro-Atelier
- Medienstelle
- Produktionsbüro für Film & Sound